# Ledamöter av Europaparlamentet från Slovenien 2009–2014
Ledamöter av Europaparlamentet från Slovenien 2009–2014 förtecknar ledamöter som representerar Slovenien i Europaparlamentet under mandatperioden 2009–2014. Slovenien hade vid ingången av denna mandatperiod sex mandat och efter ikraftträdandet av Lissabonfördraget i december 2011 sju mandat.
| Namn                 | Slovenskt parti                | Grupp i Europaparlamentet | Bild | Kommentar                                                              |
| -------------------- | ------------------------------ | ------------------------- | ---- | ---------------------------------------------------------------------- |
| Tanja Fajon          | Socialdemokraterna             | S&D                       |      |                                                                        |
| Romana Jordan Cizelj | Slovenska demokratiska partiet | EPP                       |      |                                                                        |
| Jelko Kacin          | Liberaldemokraterna            | ALDE                      |      |                                                                        |
| Mojca Kleva Kekuš    | Socialdemokraterna             | S&D                       |      | Ersatte Zoran Thaler i april 2011                                      |
| Zoran Thaler         | Socialdemokraterna             | S&D                       |      | Avsade sig uppdraget 2011 och ersatt i april 2011 av Mojca Kleva Kekuš |
| Zofija Mazej Kukovič | Slovenska demokratiska partiet | EPP                       |      | Sedan december 2011                                                    |
| Lojze Peterle        | Nova Slovenija                 | EPP                       |      |                                                                        |
| Ivo Vajgl            | Zares                          | ALDE                      |      |                                                                        |
| Milan Zver           | Slovenska demokratiska partiet | EPP                       |      |                                                                        |